# 義和王后
義和王后（의화왕후，?—?）林氏，鎭州人，是高丽王朝大匡林曦的女兒，也是高麗惠宗王武的王后。
高丽太祖四年十二月（922年1月），太祖冊惠宗為正胤（皇太子），也封林氏為正胤妃，後來生興化君、慶化宮夫人及貞憲公主，死後謚號義和，葬順陵，祔惠宗廟。高麗穆宗五年四月，加謚成懿，顯宗五年三月，加謚景信，十八年四月再加懷宣，到高宗四十年十月又加謚靖順。全稱成懿景信懷宣靖順義和王后。

## 家族
- 父：大匡林曦
- 夫：高麗惠宗王武
- 子女：興化君、慶化宮夫人、貞憲公主